# Meropleon cosmion
Meropleon cosmion là một loài bướm đêm trong họ Noctuidae.